# デイド郡 (ジョージア州)
デイド郡（デイドぐん、英: Dade County）は、アメリカ合衆国ジョージア州の北西隅に位置する郡である。2010年国勢調査での人口は16,633人であり、2000年の15,154人から9.8%増加した。郡庁所在地はトレントン（人口2,301人）であり、同郡で人口最大の都市でもある。
デイド郡はテネシー州に跨るチャタヌーガ大都市圏に属している。
1860年、デイド郡はジョージア州ばかりでなく、アメリカ合衆国からも脱退したが、その脱退は法的な効力を持つことは無かった。1945年、郡は象徴的なことながらジョージア州ならびにアメリカ合衆国に再加盟した。

## 歴史
デイド郡は1837年に設立され、郡名は1835年12月にセミノール族インディアンによるデイド虐殺で殺されたフランシス・ラングホーン・デイド少佐に因んで名付けられた。
郡最初の開拓者はジョージアの土地抽選で当選した者達であり、コークスと石炭の鉱山にきて働いた。
デイド郡に州内の道路が繋がったのは、州が1939年にクラウドランド・キャニオンを購入したときだった。それまではアラバマ州とテネシー州からのみ郡内に入る道があった。
1955年にカリフォルニア州で設立されたコブナント・カレッジは、その1年後に新しい施設に拡張する必要が生じた。数人の教授がカレッジをミズーリ州セントルイスに移転するために働き、そこで8年間成長していたが、さらに1964年、その施設に比して大きくなりすぎ、ルックアウトマウンテンに移転した。
デイド郡は南北戦争のときに、短期間だったが州からの分離運動が起こった。デイド郡はアメリカ合衆国からの脱退を望んだが、ジョージア州は慎重だった。伝説に拠れば、1860年、郡民は州が合衆国から脱退するのを待ちきれず、単純に自分達だけで脱退した。1945年7月4日、デイド郡が合衆国に再加盟することを祝うハリー・S・トルーマン大統領からの電報が読み上げられた。しかし、歴史家はデイド郡がジョージア州と共に脱退し、州と共に再加盟したと考えている。

## 地理
アメリカ合衆国国勢調査局に拠れば、郡域全面積は174.16平方マイル (451.1 km2)であり、このうち陸地173.98平方マイル (450.6 km2)、水域は0.18平方マイル (0.47 km2)で水域率は0.10%である。

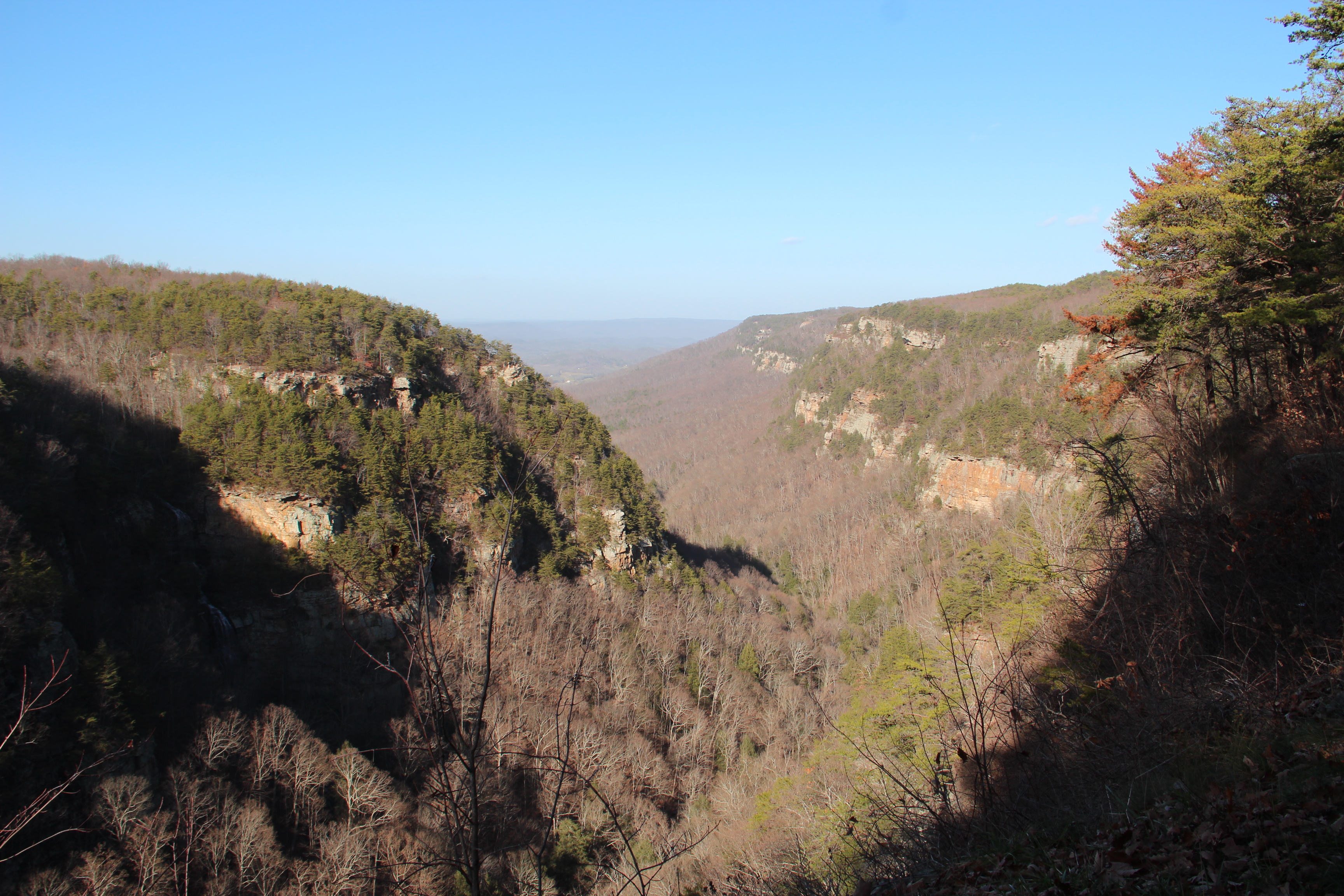
クラウドランド・キャニオン州立公園

### 主要高規格道路

#### 州間高速道路
- 州間高速道路24号線
- 州間高速道路59号線

#### アメリカ国道
- アメリカ国道11号線

#### ジョージア州道
- ジョージア州道58号線
- ジョージア州道136号線
- ジョージア州道157号線
- ジョージア州道189号線
- ジョージア州道299号線
- ジョージア州道301号線
- ジョージア州道406号線
- ジョージア州道409号線

### 隣接する郡
- マリオン郡 (テネシー州) - 北
- ハミルトン郡 (テネシー州) - 北東
- ウォーカー郡 - 南東
- ディカーブ郡 - 南西
- ジャクソン郡 (アラバマ州) - 西

### 保護地域
- チカマウガ・チャタヌーガ国立軍事公園（部分）
- クラウドランド・キャニオン州立公園

## 人口動態
以下は2000年の国勢調査による人口統計データである。
| 基礎データ - 人口: 15,154人 - 世帯数: 5,633 世帯 - 家族数: 4,264 家族 - 人口密度: 34人/km2（87人/mi2） - 住居数: 6,224軒 - 住居密度: 14軒/km2（36軒/mi2） 人種別人口構成 - 白人: 97.51% - アフリカン・アメリカン: 0.63% - ネイティブ・アメリカン: 0.49% - アジア人: 0.38% - 太平洋諸島系: 0.03% - その他の人種: 0.20% - 混血: 0.76% - ヒスパニック・ラテン系: 0.90% | 年齢別人口構成 - 18歳未満: 23.8% - 18-24歳: 11.8% - 25-44歳: 27.8% - 45-64歳: 24.5% - 65歳以上: 12.0% - 年齢の中央値: 36歳 - 性比（女性100人あたり男性の人口） - 総人口: 96.0 - 18歳以上: 91.8 世帯と家族（対世帯数） - 18歳未満の子供がいる: 33.3% - 結婚・同居している夫婦: 62.7% - 未婚・離婚・死別女性が世帯主: 9.5% - 非家族世帯: 24.3% - 単身世帯: 21.7% - 65歳以上の老人1人暮らし: 8.2% - 平均構成人数 - 世帯: 2.55人 - 家族: 2.97人 | 収入と家計 - 収入の中央値 - 世帯: 35,259米ドル - 家族: 39,481米ドル - 性別 - 男性: 31,534米ドル - 女性: 21,753米ドル - 人口1人あたり収入: 16,127米ドル - 貧困線以下 - 対人口: 9.7% - 対家族数: 7.5% - 18歳未満: 7.4% - 65歳以上: 12.5% |

## 4分の1ドル硬貨論争

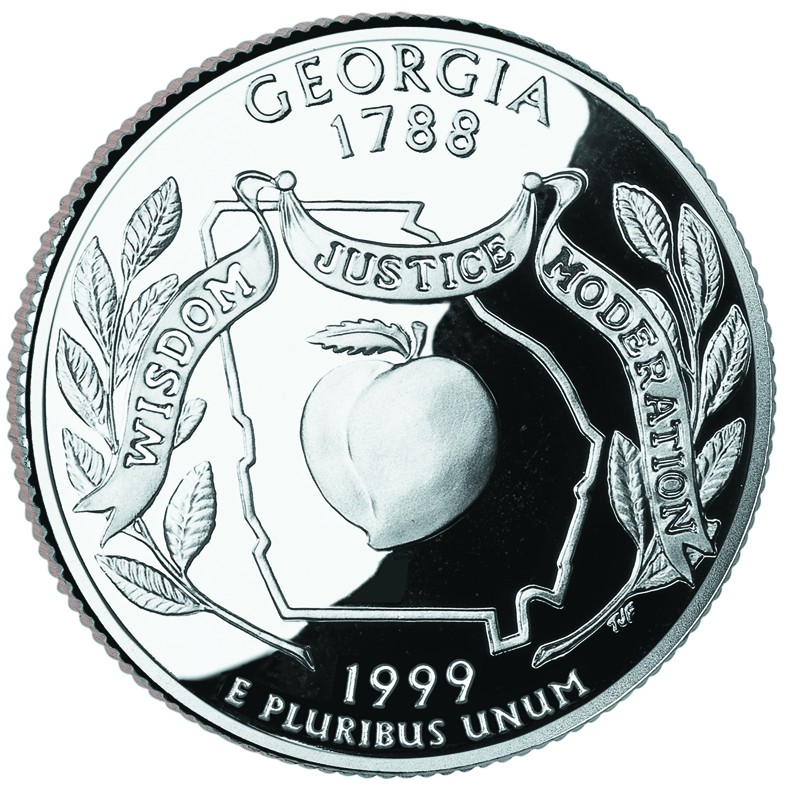
ジョージア州4分の1ドル硬貨、デイド郡が入っていない

ジョージア州4分の1ドル硬貨が発行されてから間もなく、その明らかなミスに関してデイド郡が注目された。この硬貨の図柄にあるジョージア州の輪郭が北西隅にあるデイド郡を外した形になっていた。デイド郡がジョージア州から脱退したこともあり、意図的に外されたという意見もあった。

## 水争い
デイド郡は、テネシー川流域開発公社の造ったニッカジャック・ダムでできたニッカジャック湖の直ぐ南にある。ラニア湖やアラトゥーナ湖の水を使っているアトランタ市は、その水量を補うためにニッカジャック湖の水も望んだ。ジョージア州の政治家は、テネシー・ジョージア州境が欠陥のあった1818年の測量に基づいて引かれており、ジョージア州の北州境をテネシー川の直ぐ手前にしてしまったので、これを変えたいと望んだ。

## 都市と町
- ライジングファーム
- トレントン（英語版） - 郡庁所在地
- ワイルドウッド